# Hercules & Valkema
Hercules & Valkema is een samenwerking tussen tekenaars Eric Hercules en Gerben Valkema. Zij leerden elkaar kennen toen Hercules als scenarist en Valkema als tekenaar voor Studio Jan Kruis kwam te werken.
Hercules en Valkema bedachten samen in 2007 de strip Elsje die dagelijks in veertien regionale kranten van de uitgevers HDC Media en Wegener staat. Vanaf maart 2008 staat Elsje ook in het Dagblad van het Noorden. De bedoeling van Elsje is om door de mond van een klein meisje 'volwassen' thema's aan te snijden. Van Elsje kwam in november 2007 een album uit, genaamd Een gelukkig kind kan tegenwoordig nergens meer terecht, waarin de stripstroken van het eerste half jaar zijn opgenomen.